# Bouygues
Bouygues S.A. (pronunciación en francés: /bwiɡ/) es un grupo industrial con sede en el VIII distrito de París, Francia. 
Bouygues cotiza en la bolsa Euronext París y es una de las principales empresas cotizadas en el índice CAC 40. La compañía fue fundada en 1952 por Francis Bouygues y desde 1989 se encuentra bajo la dirección de su hijo, Martin Bouygues. En 2017 contaba con más de 115.530 empleados en 90 países y generó 32.900 millones de euros en ingresos. El grupo está especializado en construcción (Colas Group y Bouygues Construction), promoción inmobiliaria (Bouygues Immobilier), medios de comunicación (Groupe TF1) y telecomunicaciones (Bouygues Telecom).

## Historia
La compañía fue fundada por Francis Bouygues en 1952. En 1970 Bouygues comenzó a cotizar en la Bolsa de París. En 1985 y 1986 Bouygues adquirió los grupos de construcción de carreteras Screg, Sacer y Colas; posteriormente se reorganizó como Colas Group. En 1987, la compañía comenzó a operar el canal de televisión TF1 y en 1988 Bouygues se trasladó a su nueva sede, el complejo Challenger, en Saint-Quentin en Yvelines. En 1994 la compañía lanzó Bouygues Telecom y en 2006 adquirió el 21,03 % de Alstom.
En 2014, tras la cesión por parte de Alstom de sus actividades de Energía a General Electric, Bouygues concedió al gobierno francés una opción de compra que le permitía adquirir un máximo del 20 % de Alstom, actualmente propiedad del grupo.

## Estructura empresarial
Servicios de telecomunicaciones, medios de comunicación y nuevas empresas constructoras (construcción, carreteras, edificios, etc.)
Construcción
- Bouygues Construction (100 % del accionariado): construcción, obras públicas, energía y servicios, con presencia en 80 países de todo el mundo
- Grupo Colas ( 96,6 % del accionariado): carreteras, construcción, ferrocarriles y mantenimiento
- Bouygues Immobilier (100 % del accionariado): desarrollo inmobiliario y urbanístico de viviendas, oficinas, hoteles, centros comerciales, promoción inmobiliaria

Telecomunicaciones - Medios de comunicación
- Bouygues Telecom (90,5 % del accionariado): operador de telefonía móvil y fija, y del Internet

- Groupe TF1 (43,9 % del accionariado): grupo audiovisual, compuesto por TF1 y otros 8 canales de televisión.

Transporte
- Alstom (28,3 % del accionariado): equipamiento y servicios para el sector ferroviario señalización y locomotoras[7]

## Dirección corporativa
- Martin Bouygues, Presidente y Director General[8]

Dirección General
- Olivier Bouygues, Director General Adjunto
- Philippe Marien, Director General Adjunto
- Olivier Roussat, Director General Adjunto
- Pierre Auberger, Director de Comunicaciones Corporativas

Dirección de las sucursales
- Philippe Bonnave, Presidente de Bouygues Construction
- François Bertière, Presidente de Bouygues Immobilier
- Hervé Le Bouc, Presidente de Colas
- Gilles Pélisson, Presidente de Groupe TF1
- Olivier Roussat, Presidente de Bouygues Telecom

## Datos financieros
| Año               | 2001 (NF) | 2002    | 2003    | 2004 (IFRS) | 2005    | 2006    | 2007    | 2008    | 2009    | 2010    | 2011    | 2012    | 2013    | 2014    | 2015    | 2016    | 2017    |
| ----------------- | --------- | ------- | ------- | ----------- | ------- | ------- | ------- | ------- | ------- | ------- | ------- | ------- | ------- | ------- | ------- | ------- | ------- |
| Ventas            | 20 473    | 22 247  | 21 822  | 20 815      | 23 983  | 26 408  | 29 588  | 32 713  | 31 353  | 31 225  | 32 706  | 33 547  | 33 345  | 33 138  | 32 428  | 31 768  | 86 904  |
| EBITDA            | 1 680     | 2 260   | 2 415   | 2 690       | 3 505   | 3 279   | 3 601   | 3 827   | 3 616   | 3 330   | 3 242   | 2 822   | 2 835   | 1 133   | 2 411   | 2 757   | 2 968   |
| Ganancias netas   | 344       | 666     | 450     | 909         | 832     | 1 246   | 1 376   | 1 501   | 1 319   | 1 071   | 1 070   | 633     | 647     | 807     | 403     | 732     | 1 085   |
| Deuda neta        | 1 124     | 3 201   | 2 786   | 1 680       | 2 352   | 4 176   | 4 288   | 4 916   | 2 704   | 2 473   | 3 862   | 4 172   | 4 427   | 3 216   | 2 561   | 1 866   | 1 914   |
| Flujo de efectivo |           |         |         |             |         | 3 151   | 3 519   | 3 615   | 3 430   | 3 244   | 3 325   | 2 777   | 2 742   | 397     | 251     | 395     | 828     |
| Empleados         | 126 560   | 118 892 | 124 300 | 113 334     | 115 441 | 122 561 | 136 700 | 145 150 | 133 971 | 133 456 | 130 827 | 133 780 | 128 067 | 127 470 | 120 254 | 117 997 | 115 530 |

Source : Bouygues

### Datos bursátiles
- Código de Valor ISIN = FR0000120503

| Años                                             | 2006   | 2007   | 2008   | 2009   | 2010   | 2011  | 2012  | 2013  | 2014   | 2015   | 2016   | 2017   |
| ------------------------------------------------ | ------ | ------ | ------ | ------ | ------ | ----- | ----- | ----- | ------ | ------ | ------ | ------ |
| Capitalización del mercado, en millones de euros | 16 300 | 19 800 | 10 400 | 12 900 | 11 800 | 7 666 | 7 263 | 8 754 | 10 076 | 12 613 | 12 083 | 25 860 |

## Importantes proyectos de construcción
Bouygues ha participado en numerosos proyectos de construcción importantes, entre ellos 

### Europa
- Parc des Princes, finalizado en 1972[9]
- Tour First, en 1974[10]
- Museo de Orsay, finalizado en 1986[11]
- Isla de Ré puente, finalizado en 1988[12]
- Arco de la Défense, finalizado en 1989[13]
- Eurotúnel, finalizado en 1994[14]
- Bibliothèque nationale de France, finalizado en 1995[15]
- Puente de Normandía, finalizado en 1995,[16]
- Estadio de Francia finalizado en 1998[17]
- Ampliación del General Barnet Hospital, finalizado en 2002[18]
- Brent Emergency Care and Diagnostic Centre, finalized en 2006[19]
- Ampliación del Broomfield Hospital in Chelmsford, finalizado en 2010[20]
- Ampliación del North Middlesex University Hospital, finalizado en 2010[21]

Bouygues también participa en el lote C1 de HS2, en la que trabajará como parte de una empresa conjunta, cuyas obras de construcción principales comenzarán en 2018/9.

### África
- La Mezquita Hassan II, finalizada en 1993[23]
- El puente Henri Konan Bédié in Abiyán, finalizado en 2014[24]

### Norteamérica
- La compañía también construyó el túnel del Puerto de Miami, finalizado en 2014.[25]
- Construcción de la terminal del aeropuerto de Iqaluit (Canadá), finalizado en 2017[26]

### Asia
- La Mezquita de Gypjak, finalizada en 2004.[27][28]
- El Sports Hub de Singapur, finalizado en 2014[29]

## Sede
La sede de Bouygues se encuentra ubicada en 32 Avenue Hoche, en el VIII distrito de París. El arquitecto estadounidense Kevin Roche trabajó en este edificio, así como en la ubicación de la sede anterior, el complejo Challenger en Saint-Quentin-en-Yvelines. Este complejo, que ocupa 30 hectáreas (74 acres) en Guyancourt, lo ocupa actualmente Bouygues Construction, una de las filiales del grupo.

## Grupo y valores

### Compromiso social y medioambiental
Desde 2006, Bouygues ha participado en el Pacto Mundial de las Naciones Unidas. El grupo patrocina el comité de expertos de The Shift Project junto con otras compañías como EDF, BNP Paribas o Saint-Gobain, que promueve el desarrollo económico sostenible.

### Patrocinio
Bouygues centra su patrocinio en la educación, las cuestiones sociales y la investigación médica. Cada filial apoya su propia fundación:
- La Fundación Francis Bouygues (2005) patrocina a estudiantes de secundaria mediante la concesión de becas.
- Terre Plurielle (2008), fundación de Bouygues Construction, concede ayuda financiera a proyectos seleccionados por los empleados. Estos proyectos se refieren al acceso a la salud, la educación y la inserción social de personas que se enfrentan a dificultades importantes.
- La Fundación Corporativa Bouygues Immobilier, creada en 2009, tiene como objetivo concienciar sobre la necesidad de realizar una construcción y planificación urbana sostenibles.
- La Fundación Colas apoya las artes contemporáneas mediante la adquisición de pinturas.
- La Fundación TF1 ayuda a jóvenes talentos de barrios desfavorecidos a triunfar en el sector del audiovisual
- La Fundación Bouygues Telecom está comprometida con la protección medioambiental, ayudando a las personas con dificultades sociales o médicas y promoviendo la lengua francesa.